# Lübecker Gründungsviertel

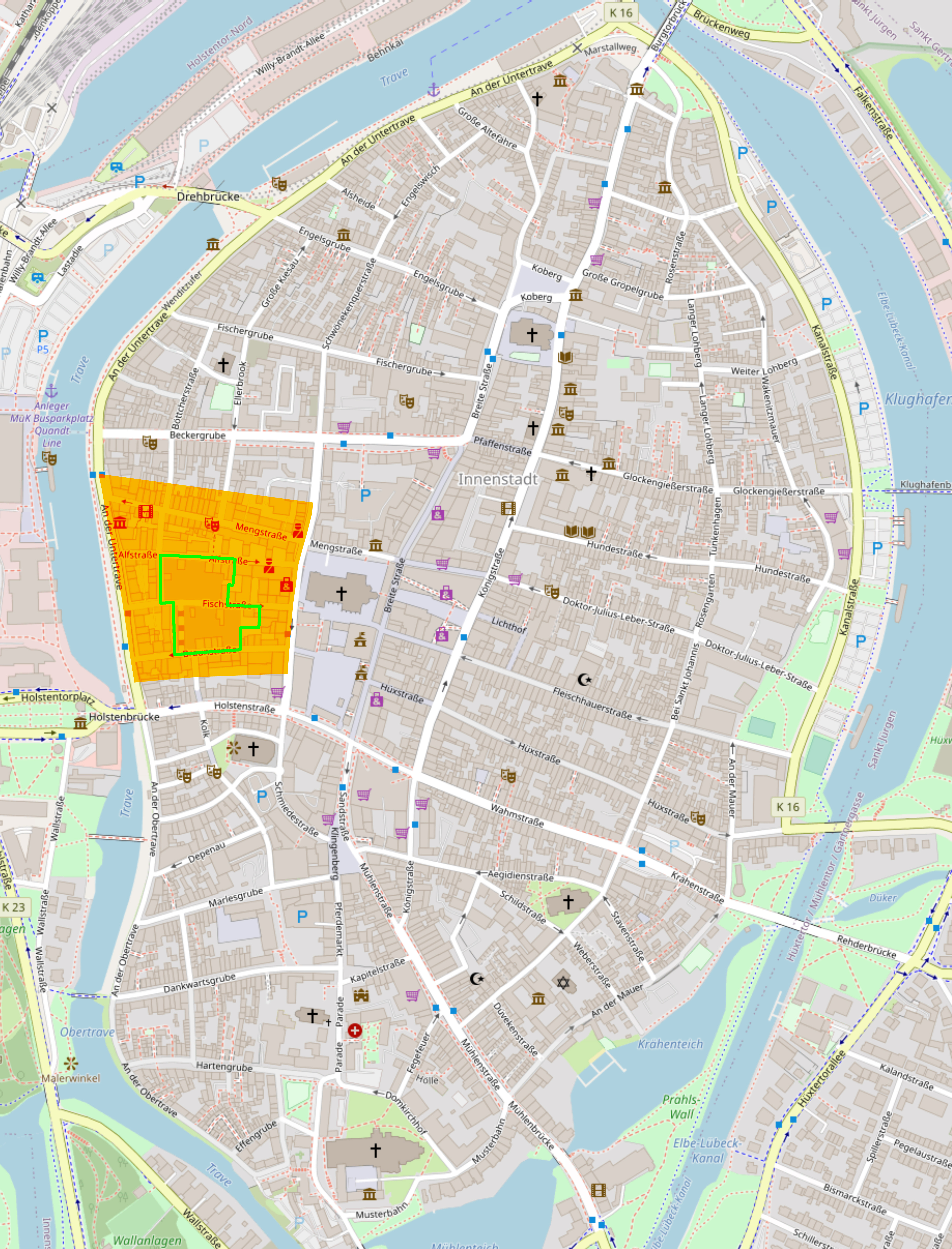
Orange hervorgehoben: Das Gebiet des Lübecker Gründungsviertels. Darin grün umrandet: Der Bereich der 2009 begonnenen städtebaulichen Neugestaltung

Das Lübecker Gründungsviertel (auch Gründerviertel genannt) ist ein etwa 10.000 Quadratmeter großes Areal in der Lübecker Altstadt. Es ist eines der ältesten Bebauungsgebiete der Hansestadt Lübeck. Nach seiner weitgehenden Zerstörung im Jahr 1942 wird es nach historischen Vorgaben neu errichtet.

## Lage
Das Gründungsviertel liegt im Stadtteil Innenstadt, im westlichen Gebiet der Lübecker Altstadtinsel. Es befindet sich zwischen der Kirche St. Marien zu Lübeck und
dem Uferbereich der Trave. Durchzogen wird das Gründungsviertel von der Alfstraße, Braunstraße, Fischstraße und der Mengstraße. Des Weiteren befinden sich im Gründungsviertel die Gerade Querstraße zwischen Alf- und Mengstraße, die Einhäuschen Querstraße zwischen Braun- und Fischstraße und die Neue Querstraße.
Die Benennung dieses Gebiets mit der Bezeichnung Gründerviertel oder Gründungsviertel ist relativ jung; in der Literatur lässt sich der Begriff erst 1948 nachweisen, also zu einem Zeitpunkt, als die gewachsene historische Bebauung schon nicht mehr existierte.

## Geschichte
Das Lübecker Gründungsviertel gehört zu den ältesten Siedlungsgebieten Lübecks. In Folge des Luftangriffs vom  29. März 1942 wurden zahlreiche historische Gebäude des Viertels zerstört. In der Nachkriegszeit wurden von 1955 bis 1961 zwei berufsbildende Schulen in dem Gebiet errichtet. Außerdem wurden einige Straßenzüge verändert; so wurde die begradigte Krumme Querstraße als Verlängerung der Geraden Querstraße zugeschlagen.
Ab den 1990er Jahren wurden Pläne für eine „Stadtreparatur“ bezüglich des Gründungsviertels gemacht. Mit Unterstützung der UNESCO wurde ein Abriss der Schulen und eine Bebauung entsprechend den historischen Grundstücksparzellen beschlossen. Die künftigen Neubauten sollen sich den historischen Gebäuden der Lübecker Altstadt anpassen. 2009 wurde mit dem Abriss der Schulen begonnen.
Bei den archäologischen Ausgrabungen in den Jahren von 2009 bis 2015 wurden Funde gemacht, die auf eine frühe Bebauung um das Jahr 1180 deuten. Es wurden mehr als 40 Holzkeller in Schwellen-Ständer-Bauweise freigelegt, die vermutlich Bestandteile der ersten Lagerhäuser der Stadt waren. Zudem wurden Backsteinfragmente gefunden, die vom Bau der ersten Backsteinhäuser in Lübeck stammten. Des Weiteren konnten Schmuckstücke, Münzen und diverse Alltagsgegenstände geborgen werden. Für die Ausgrabungen wurden 9 Millionen Euro zur Verfügung gestellt. Die archäologisch untersuchte Fläche erstreckt sich auf ca. 9.000 Quadratmeter.
An dem Architekturwettbewerb für die 38 unterschiedlich großen Grundstücke beteiligten sich über 130 Architekten aus ganz Europa. Für das neu bebaute Gebiet sind unterschiedliche Nutzungen vorgesehen, beispielsweise die Bereiche Wohnen, Läden, Büros und Gastronomie. Die Fertigstellung sollte den ursprünglichen Planungen gemäß bis 2020 erfolgen, wird jedoch länger dauern.

## Fertiggestellte Gebäude des neuerrichteten Gründungsviertels
| Hausnummer                 | Bild | Architekt                                    | Jahr der Fertigstellung | Besonderheiten und Anmerkungen |
| -------------------------- | ---- | -------------------------------------------- | ----------------------- | --- |
| Alfstraße 13               |      | Steffen Soltau / Ulrich Schünemann, Lübeck   | 2019                    | |
| Alfstraße 15               |      | Steffen Soltau / Ulrich Schünemann, Lübeck   | 2019                    | |
| Alfstraße 17               |      | Tobias Mißfeldt / Hauke Kraß, Lübeck         | 2019                    | |
| Alfstraße 19               |      | Rolf Zeschke, Lübeck                         | 2019                    | |
| Alfstraße 21               |      | Stefan Mäder, Ratekau                        | 2021                    | |
| Alfstraße 23               |      | Weißert                                      | 2021                    | |
| Alfstraße 25               |      | Alexander Thomass, Neuenhagen bei Berlin     | 2022                    | |
| Alfstraße 27               |      | Reinhard Gebauer, Lübeck                     | 2018                    | Das Gebäude wurde im Juli 2018 als erstes Haus des neugestalteten Gründungsviertels fertiggestellt. |
| Braunstraße 14             |      | Ingo Siegmund, Lübeck                        | 2021                    | Das Haus Braunstraße 14 stellt einen Sonderfall dar: Es handelt sich um das einzige Gebäude im wiedererrichteten Gründungsviertel, bei dem die Hansestadt Lübeck selber als Bauherrin auftritt. Ursache hierfür sind die speziellen Gegebenheiten an dieser Stelle: Auf dem Grundstück befand sich die Hausmeisterwohnung der 1961 errichteten Dorothea-Schlözer-Schule, die ursprünglich 2010 wie der gesamte übrige Schulkomplex beseitigt werden sollte, um Platz für einen völligen Neubau zu schaffen. Baustatische Voruntersuchungen ergaben jedoch, dass das angrenzende historische Giebelhaus Nr. 12 Schaden nehmen oder sogar einstürzen könnte, wenn die Abstützung durch das Nachbarhaus fortfiel. Verhindern ließ sich das nur, wenn das Bestandsgebäude nicht wie geplant vollständig abgerissen, sondern nur bis auf die absolut erforderliche statische Grundstruktur als Grundlage für einen Neubau entkernt wurde. Aufgrund dieser aufwendigen Vorgaben fand sich kein Interessent für das Grundstück, so dass die Stadt Lübeck schließlich selber die Parzelle übernahm und in Eigenregie den Neubau errichten ließ. Im Eingang des Hauses ist eine historische Spolie eingelassen, die einen Wappenschild mit heraldisch nach links oben weisender Pfeilspitze darstellt. Es ist bislang nicht möglich gewesen, dieses Wappen einer Lübecker Familie zuzuordnen. - Zustand November 2017 - Zustand September 2019 - Spolie im Hauseingang |
| Braunstraße 18             |      | Hinz                                         | 2021                    | Die Fassade ist an das Aussehen des Gebäudes angelehnt, das sich bis 1942 an dieser Stelle befand. |
| Braunstraße 22             |      | Ziebell + Partner, Lübeck                    | 2019                    | |
| Braunstraße 24             |      | Thomas Stricker, Hannover                    | 2019                    | |
| Braunstraße 26             |      | Thomas Stricker, Hannover                    | 2019                    | |
| Braunstraße 28             |      | Thomas Stricker, Hannover                    | 2019                    | |
| Braunstraße 32–32a         |      | Max Nalleweg und Kyung-Ae Kim, Berlin        | 2024                    | Die zusammenhängenden Grundstücke Fischstraße 25–27, Einhäuschen Querstraße 1–9 und Braunstraße 32–32a stellen einen Sonderfall in der Konzeption des Gründungsviertels dar: Während ansonsten die strikte Vorgabe galt, ausschließlich Einzelparzellen an individuelle Bauherren abzugeben, um die Kleinteiligkeit, architektonische Vielfalt und Nutzungsmischung des Viertels zu gewährleisten, war dies hier nicht möglich, da eine Tiefgarage und ein Blockheizkraftwerk untergebracht werden mussten; dies war aber nur bei einem als Einheit geplanten und ausgeführten größeren Komplex möglich. Deshalb wurden die Grundstücke an einen größeren Investor vergeben, der hier einen die Anforderungen erfüllenden Bau errichtete. |
| Einhäuschen Querstraße 1–9 |      | Max Nalleweg und Kyung-Ae Kim, Berlin        | 2024                    | Die zusammenhängenden Grundstücke Fischstraße 25–27, Einhäuschen Querstraße 1–9 und Braunstraße 32–32a stellen einen Sonderfall in der Konzeption des Gründungsviertels dar: Während ansonsten die strikte Vorgabe galt, ausschließlich Einzelparzellen an individuelle Bauherren abzugeben, um die Kleinteiligkeit, architektonische Vielfalt und Nutzungsmischung des Viertels zu gewährleisten, war dies hier nicht möglich, da eine Tiefgarage und ein Blockheizkraftwerk untergebracht werden mussten; dies war aber nur bei einem als Einheit geplanten und ausgeführten größeren Komplex möglich. Deshalb wurden die Grundstücke an einen größeren Investor vergeben, der hier einen die Anforderungen erfüllenden Bau errichtete. |
| Fischstraße 5              |      | Riemann Gesellschaft von Architekten, Lübeck | 2019                    | |
| Fischstraße 7–9            |      | Riemann Gesellschaft von Architekten, Lübeck | 2019                    | Fischstraße 7–9 bis zum Luftangriff auf Lübeck am 29. März 1942 |
| Fischstraße 11             |      | Heske Hochgürtel Lohse, Lübeck               | 2022                    | |
| Fischstraße 13             |      | Haake-Kadoke, Lübeck                         | 2021                    | |
| Fischstraße 16             |      | Anne Hangebruch / Mark Ammann, Zürich        | 2020                    | |
| Fischstraße 17             |      | Schröder-Berkentien + Spilker, Lübeck        | 2019                    | Die klassizistische Fassade ist eine Rekonstruktion des Gebäudes, das sich bis 1942 an dieser Stelle befand. |
| Fischstraße 18             |      | Henrik Becker, Hamburg                       | 2021                    | |
| Fischstraße 19             |      | Sigrid Meyer / Rainer Steffens, Lübeck       | 2021                    | Die Fassade zitiert das Erscheinungsbild des ursprünglich an dieser Stelle befindlichen Hauses, das 1942 bis auf den gotischen Giebel zerstört wurde. Die historische Fassade wurde 1955 in veränderter Form dem neuerrichteten Haus Mengstraße 6 vorgesetzt. - Das Haus Fischstraße 19 vor 1942 - Das heutige Haus Mengstraße 6 |
| Fischstraße 20             |      | Matthias Homann, Lübeck                      | 2022                    | |
| Fischstraße 21             |      | Helge Tischler, Hamburg                      | 2021                    | |
| Fischstraße 22             |      | Klaus Mai und Uwe Ellinghaus, Lübeck         | 2021                    | |
| Fischstraße 24             |      | Sigrid Meyer / Rainer Steffens, Lübeck       | 2021                    | Die Fassade ist dem Aussehen des Gebäudes nachempfunden, das sich bis 1942 an dieser Stelle befand. |
| Fischstraße 25–27          |      | Max Nalleweg und Kyung-Ae Kim, Berlin        | 2024                    | Die zusammenhängenden Grundstücke Fischstraße 25–27, Einhäuschen Querstraße 1–9 und Braunstraße 32–32a stellen einen Sonderfall in der Konzeption des Gründungsviertels dar: Während ansonsten die strikte Vorgabe galt, ausschließlich Einzelparzellen an individuelle Bauherren abzugeben, um die Kleinteiligkeit, architektonische Vielfalt und Nutzungsmischung des Viertels zu gewährleisten, war dies hier nicht möglich, da eine Tiefgarage und ein Blockheizkraftwerk untergebracht werden mussten; dies war aber nur bei einem als Einheit geplanten und ausgeführten größeren Komplex möglich. Deshalb wurden die Grundstücke an einen größeren Investor vergeben, der hier einen die Anforderungen erfüllenden Bau errichtete. |
| Fischstraße 28             |      | Michael Dahm DNA, Hamburg                    | 2021                    | |
| Fischstraße 28a            |      | Helge Tischler, Hamburg                      | 2022                    | Der markant gestaltete Hauseingang ist das Ergebnis einer Vorgabe der Stadt Lübeck: Speziell für dieses Grundstück war zur Bedingung gemacht worden, dass die Gestaltung der Fassade an die einstige Krumme Querstraße erinnern musste, die dort ursprünglich in die Fischstraße einmündete. Bei dem umgesetzten Entwurf geschieht dies durch die auffällige Bogenkonstruktion, die sich genau an der Stelle der früheren Straßeneinmündung befindet. |
| Gerade Querstraße 3        |      | Mai Ellinghaus, Lübeck                       | 2020                    | |

## Bilder

Die unzerstörte Fischstraße vor 1942
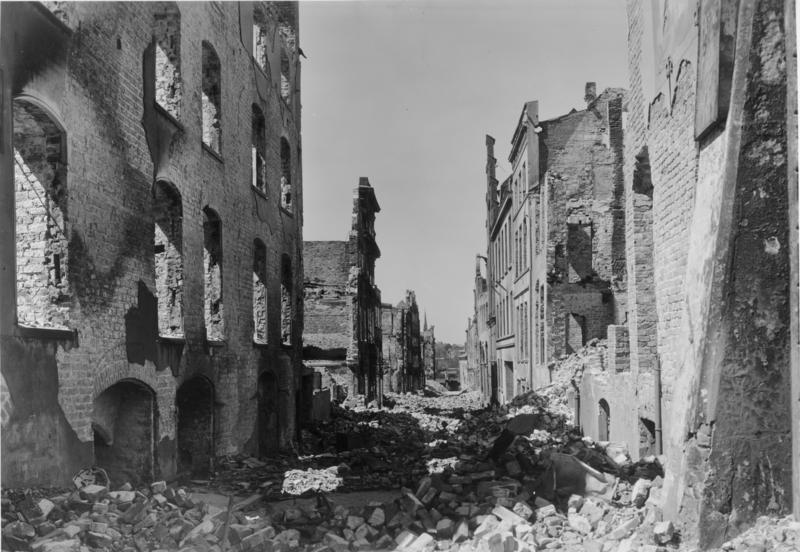
Zerstörte Gebäude in der Alfstraße 1942
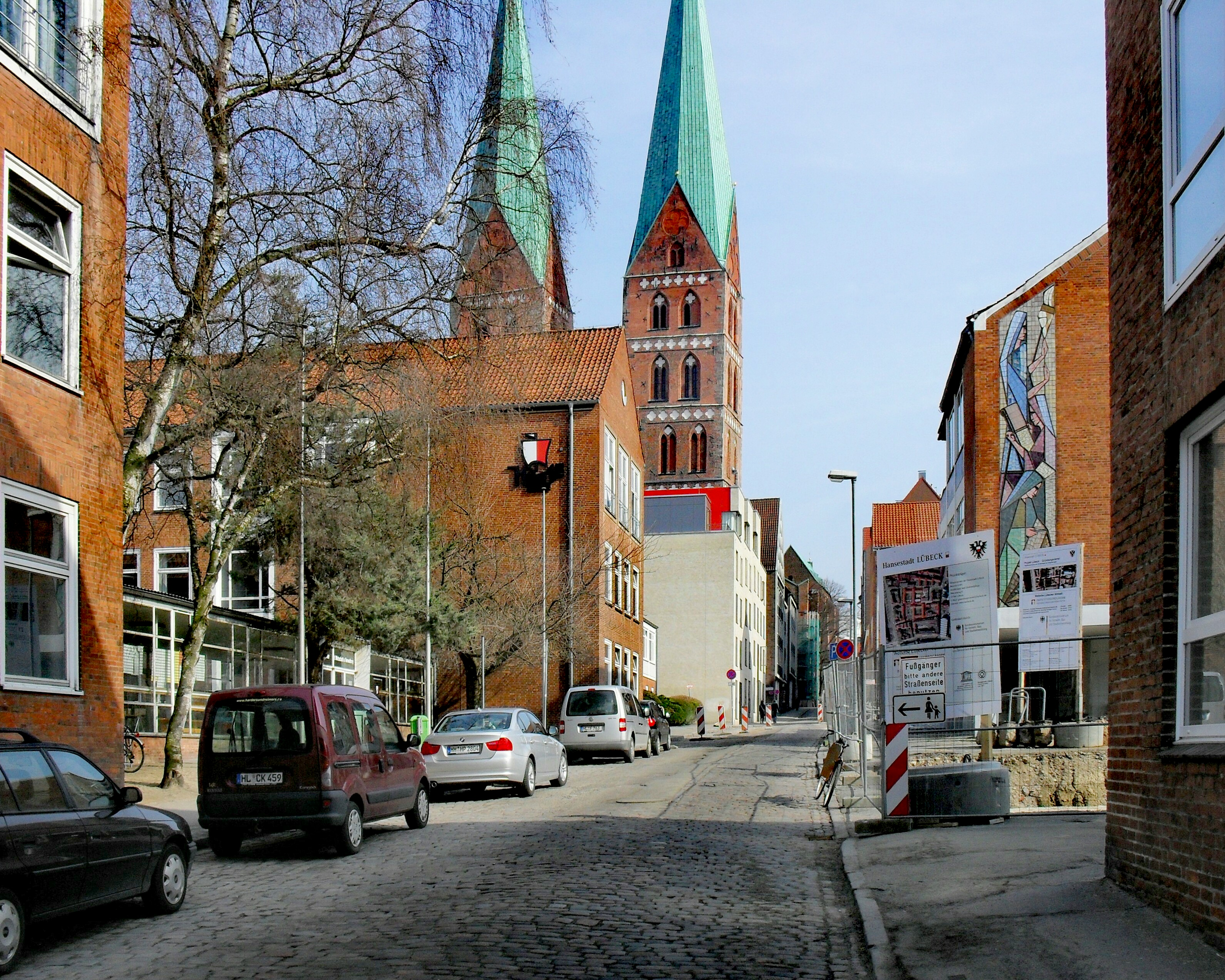
Die Fischstraße 2010, vor dem Abriss der Schulen
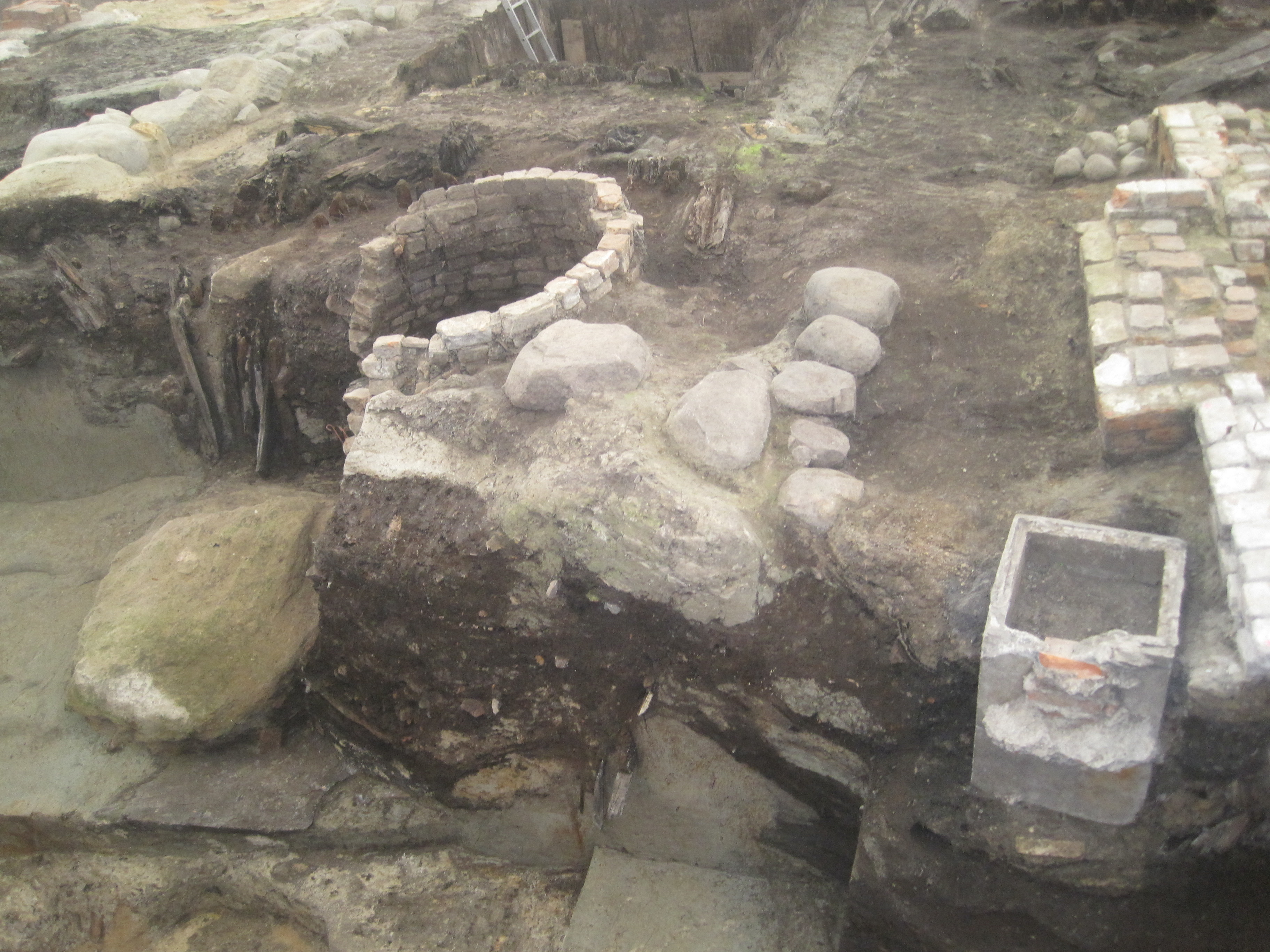
Grabungsfläche 2013
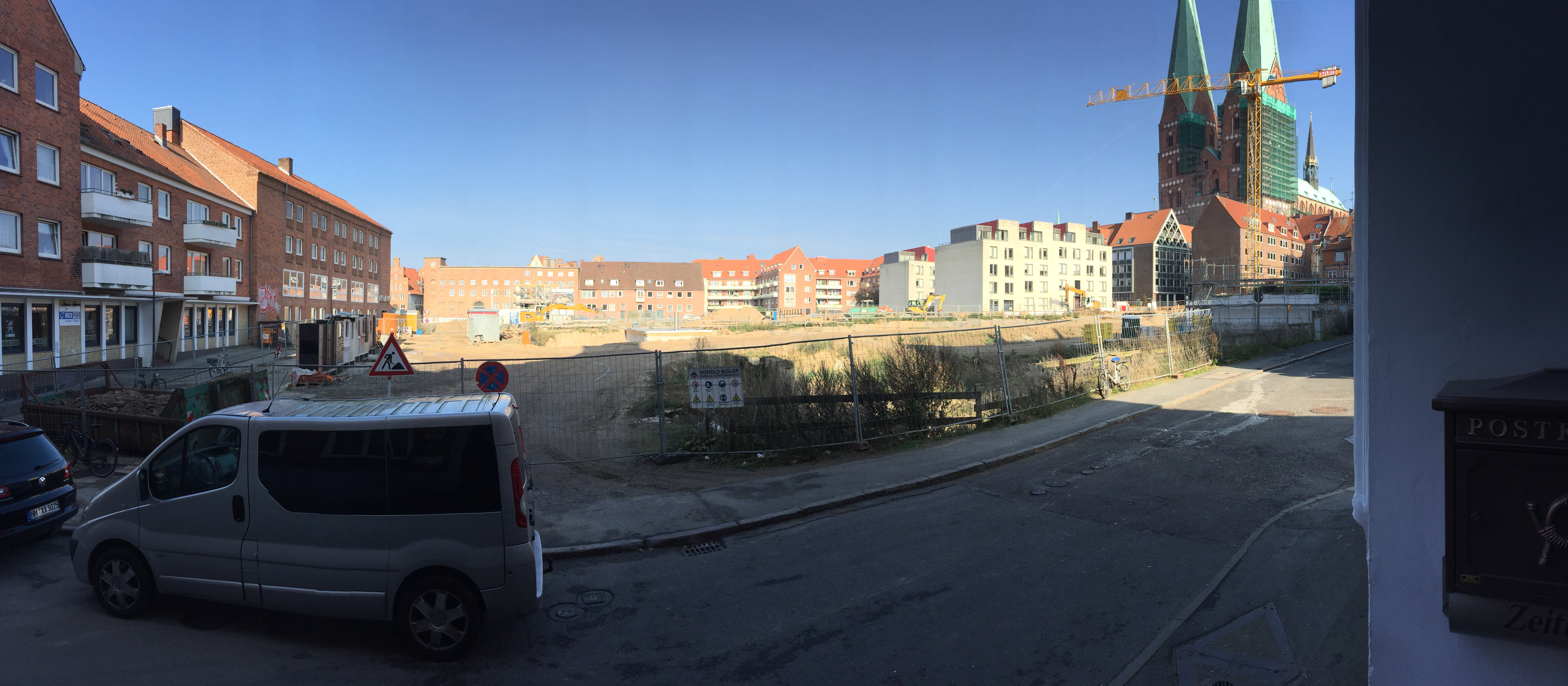
Das abgeräumte Gründerviertel von der Braunstraße aus überblickt im Oktober 2017, kurz nach Beginn der Arbeiten für die Neubebauung
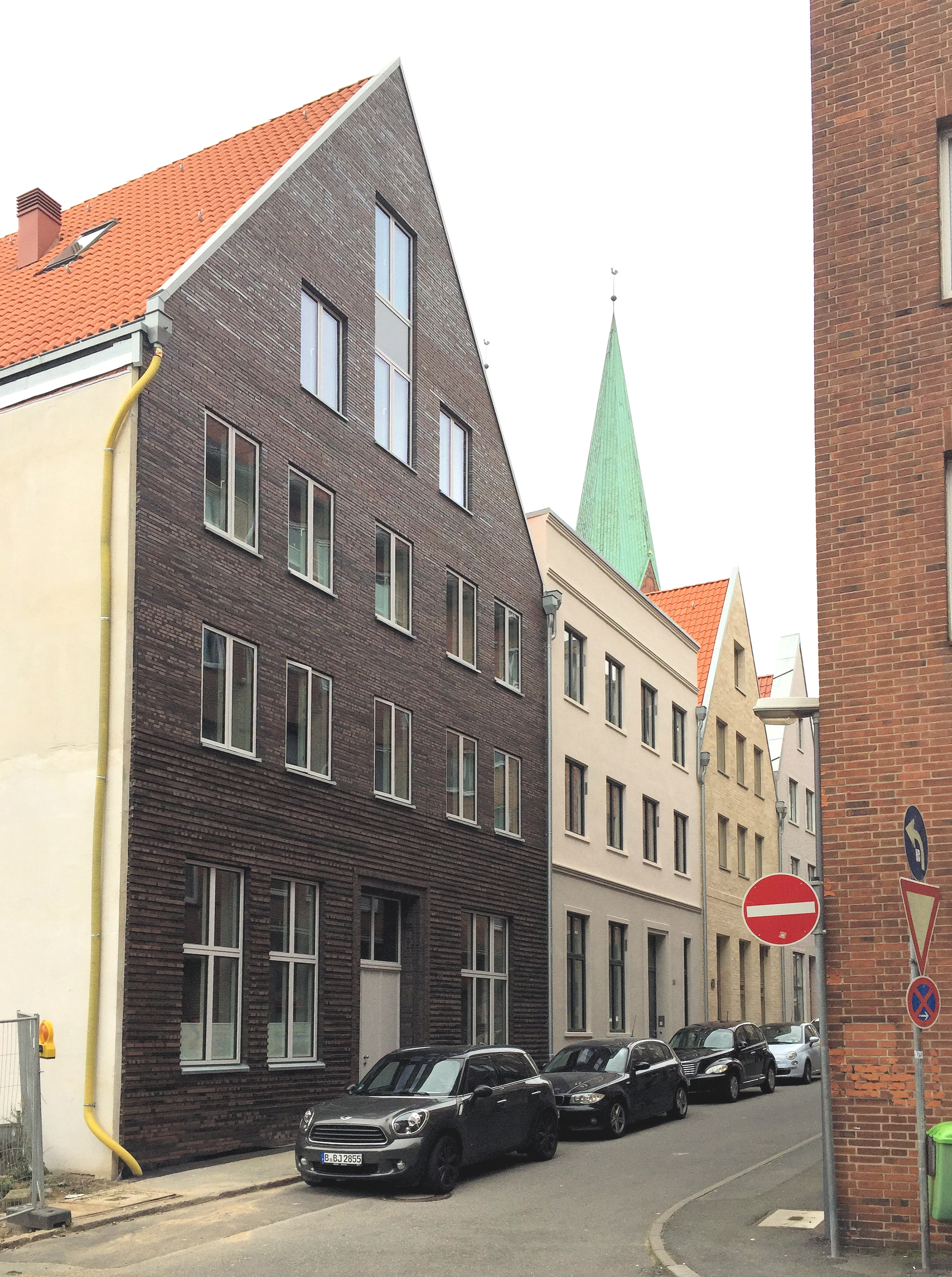
Neubauten in der Braunstraße (Nr. 28 bis 22), September 2019
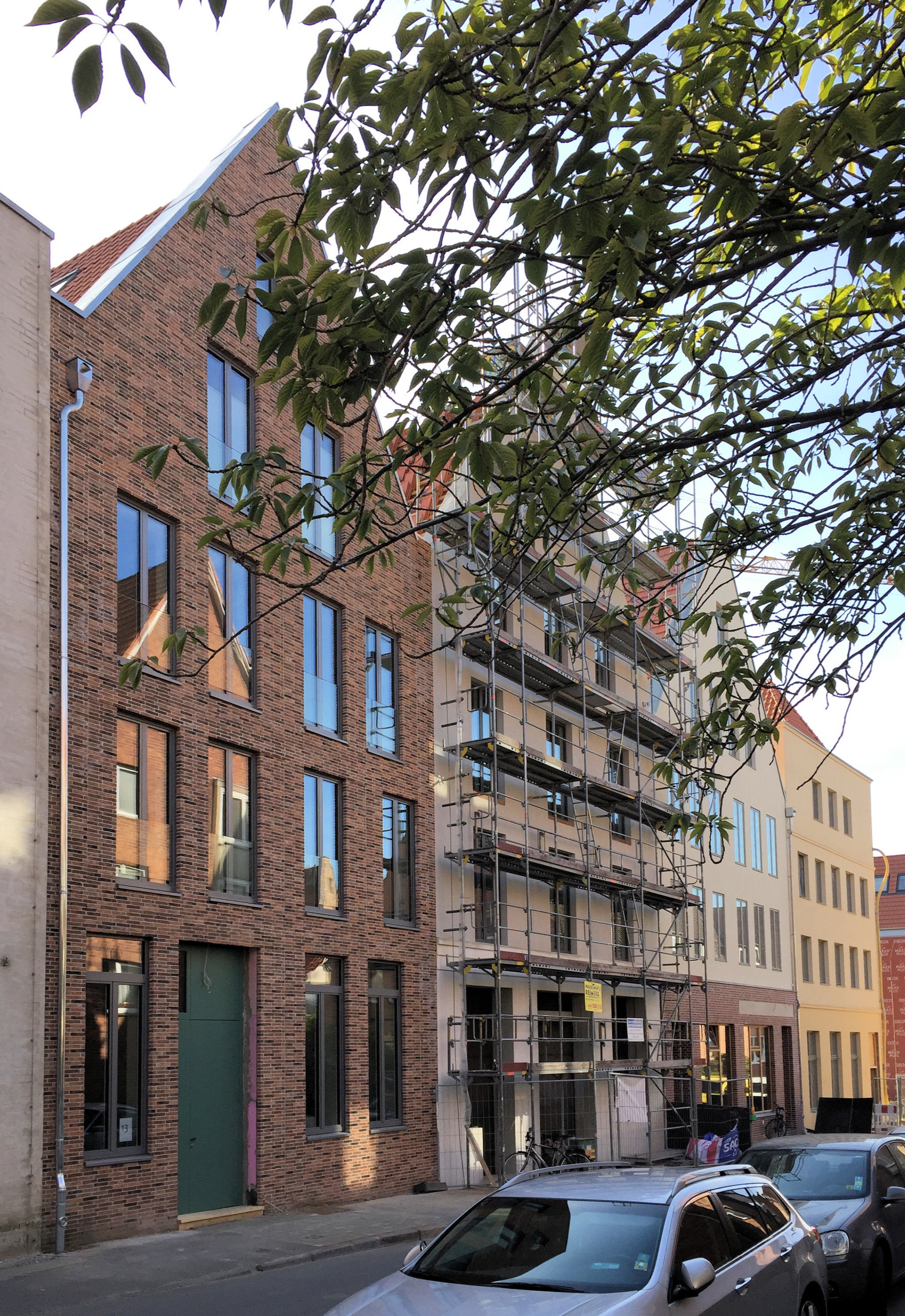
Neubauten in der Alfstraße (Nr. 13 bis 19), September 2019
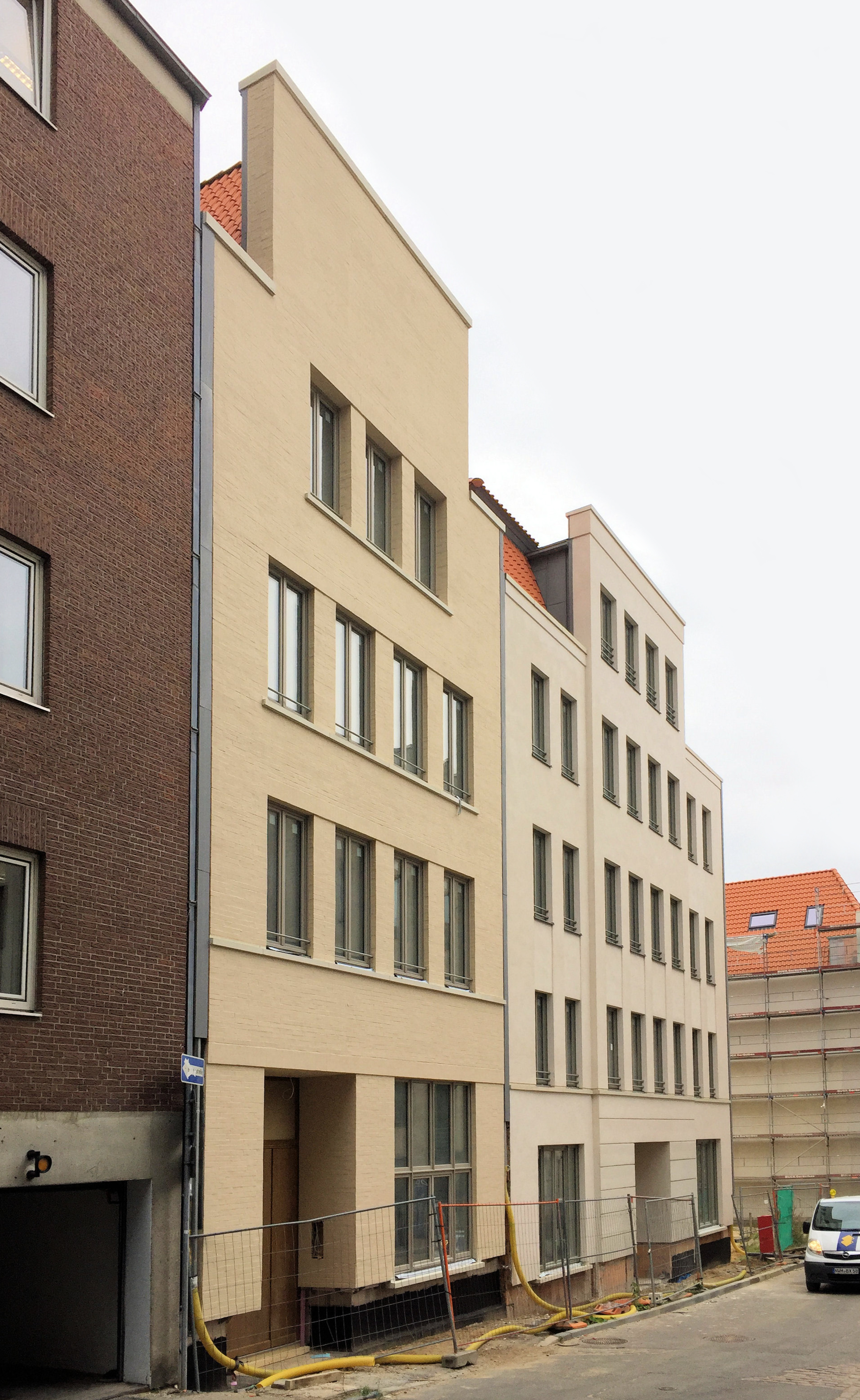
Neubauten in der Fischstraße (Nr. 5 und Nr. 7–9), September 2019
Panorama des Gründungsviertels von der Einhäuschen Querstraße aus, Juni 2019
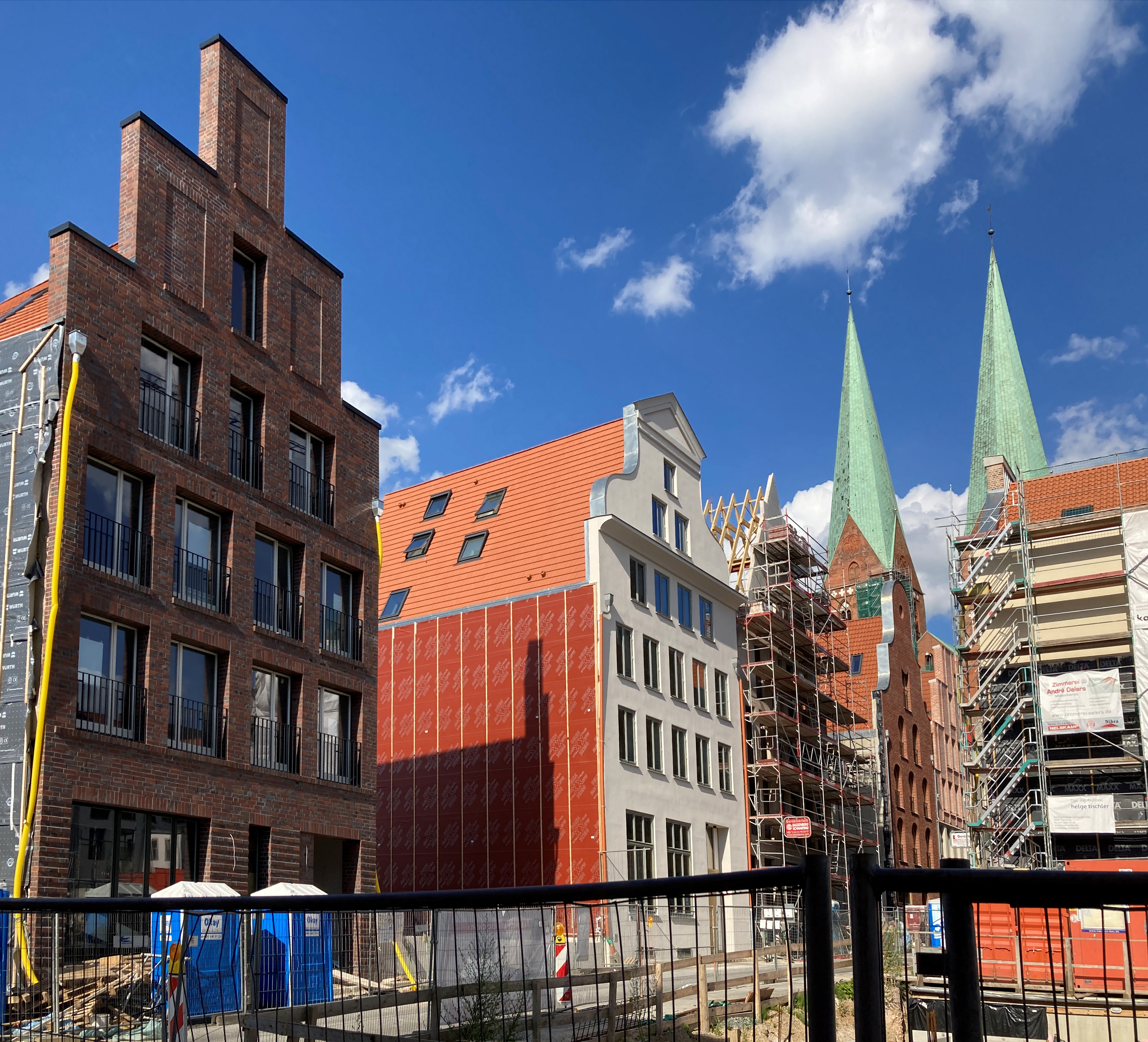
Neubauten in der Fischstraße, Juli 2021